# Osmia coloradensis
Osmia coloradensis är en biart som beskrevs av Cresson 1878. Osmia coloradensis ingår i släktet murarbin, och familjen buksamlarbin. Inga underarter finns listade i Catalogue of Life.